# Georges Tainturier
Georges Charles Armand Tainturier (ur. 20 maja 1890 w La Côte-Saint-André, zm. 7 grudnia 1943 w Kolonii) – francuski szpadzista, dwukrotny medalista olimpijski, a także mistrz świata.
Na igrzyskach olimpijskich w Paryżu w 1924 roku razem z Lucienem Gaudinem, Georgesem Buchardem, Rogerem Ducretem, André Labatutem, Alexandre'em Lippmannem i Robertem Liottelem zdobył złoty medal w turnieju drużynowym. W rywalizacji indywidualnej nie wystąpił. Brał też udział w igrzyskach olimpijskich w Los Angeles w 1932 roku, gdzie Francuzi w składzie: Fernand Jourdant, Bernard Schmetz, Georges Tainturier, Georges Buchard, Jean Piot i Philippe Cattiau zdobyli złoty medal w szpadzie drużynowej. W szpadzie indywidualnej ponownie nie startował.
Podczas mistrzostw świata w Ostendzie w 1926 roku (oficjalnie imprezy tego cyklu rozgrywane są pod tą nazwą od 1937) wywalczył złoty medal w szpadzie indywidualnej, wyprzedzając dwóch Belgów: Fernanda de Montigny i Léona Toma..
W październiku 1912 roku wstąpił do francuskiej armii, otrzymując przydział do 15. Pułku Piechoty. W kwietniu 1913 mianowany kapralem, w październiku tego roku awansowany na sierżanta. Walczył na froncie zachodnim I wojny światowej. W sierpniu 1915 przeniesiony do 9. Pułku Kirasjerów w Tours. Od stycznia 1917 służył w 5. Pułku Dragonów. Dwukrotnie ranny w ataku na wioskę Montvoisin. Leczony w szpitalu w Ivry od 19 lipca do 2 sierpnia 1918 r. Za tę akcję otrzymał Krzyż Wojenny. 3 sierpnia 1918 powrócił do służby, zdemobilizowany w 1919 r. W 1924 mianowany porucznikiem rezerwy. Dwa lata później został kawalerem Legii Honorowej. W czasie II wojny światowej był członkiem ruchu oporu. Volksgerichtshof skazał go na karę śmierci; został zgilotynowany w więzieniu w Kolonii.
Był założycielem i pierwszym prezydentem klubu Cercle d’Escrime de Compiègne.